# Gelopellis
Gelopellis — рід грибів родини Claustulaceae. Назва вперше опублікована 1939 року.

## Класифікація
До роду Gelopellis відносять 7 видів:
- Gelopellis hahashimensis
- Gelopellis macrospora
- Gelopellis purpurascens
- Gelopellis rufus
- Gelopellis shanxiensis
- Gelopellis thaxteri
- Gelopellis tholiformis